# Opisthius richardsoni
Opisthius richardsoni är en skalbaggsart som beskrevs av Kirby. Opisthius richardsoni ingår i släktet Opisthius och familjen jordlöpare. Inga underarter finns listade i Catalogue of Life.